# Danemark aux Jeux olympiques d'hiver de 1994
Le Danemark participe aux Jeux olympiques d'hiver de 1994 à Lillehammer en Norvège. Le Danemark était représenté par 4 athlètes. Cette participation a été la huitième du Danemark aux Jeux d'hiver. La délégation danoise n'a pas récolté de médaille.

## Délégation
La délégation se compose de 4 athlètes :
- Johnny Albertsen	 (ski alpin)[1]
- Michael Binzer (ski de fond)[2]
- Ebbe Hartz (ski de fond)[1]
- Michael Tyllesen (patinage artistique)[1]

## Sources
1. 1 2 3 4  « Olympedia – Denmark at the 1994 Winter Olympics », sur www.olympedia.org (consulté le 3 juin 2025)
2. ↑  « Lillehammer 1994 Résultats Ski de fond 10km Poursuite homme » , sur https://www.olympics.com/ (consulté le 3 juin 2025)